# Гущинцы

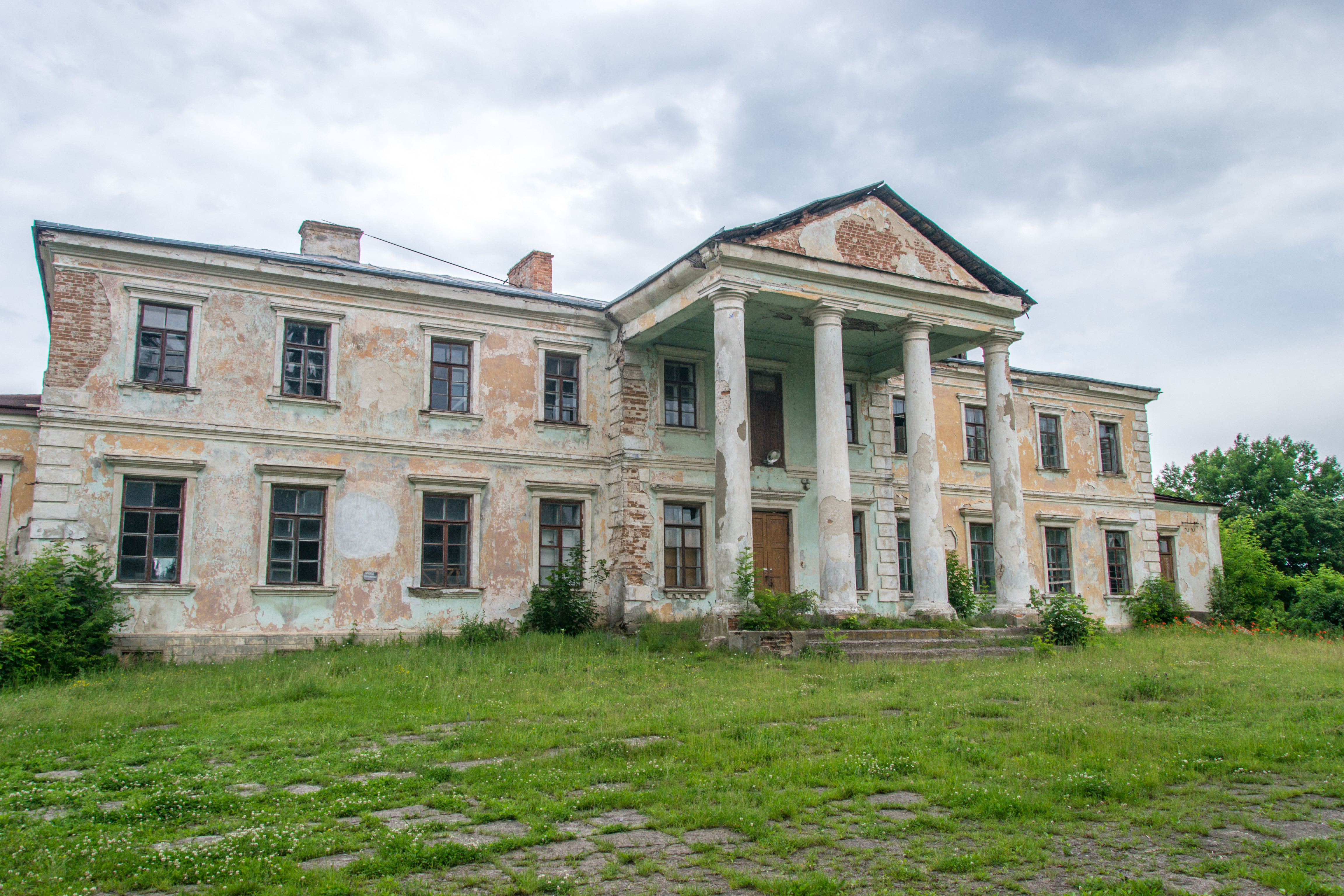
Княжеский дворец Гижицких

Гу́щинцы (укр. Гущинці) — село на Украине, находится в Калиновском районе Винницкой области.
Код КОАТУУ — 0521681403. Население по переписи 2001 года составляет 2571 человек. Почтовый индекс — 22434. Телефонный код — 4333.
Занимает площадь 3,899 км².
В селе действует храм Успения Пресвятой Богородицы Калиновского благочиния Винницкой епархии Украинской православной церкви.

## Адрес местного совета
22434, Винницкая область, Калиновский р-н, с. Гущинцы, ул. Ленина, 102